# Gustav Albeck
Gustav Albeck, född 1906, död 1995, var en dansk litteraturhistoriker.
Albeck gjorde sig känd genom sin popularisering av äldre nordisk litteratur och medverkade bland annat i Politikens Dansk litteraturhistorie (1964–1965). Hans egen forskning gällde främst den nordiska sagalitteraturen och den danska guldålderdiktningen, och särskilt Grundtvig.